# Pulau Laut Kepulauan
Pulau Laut Kepulauan (indonez. Kecamatan Pulau Laut Kepulauan) – kecamatan w kabupatenie Kotabaru w prowincji Borneo Południowe w Indonezji.
Kecamatan ten leży w południowo-wschodniej części wyspy Laut na Cieśninie Makasarskiej. Od północy graniczy z kecamatanem Pulau Laut Selatan, a od zachodu z kecamatanem Pulau Laut Barat.
W 2010 roku kecamatan ten zamieszkiwało 10 801 osób, z których 100% stanowiła ludność wiejska. Mężczyzn było 5 355, a kobiet 5 446. 10 800 osób wyznawało islam.
Znajdują się tutaj miejscowości: Kerayaan Utara, Oka-Oka, Pulau Kerasian, Pulau Kerayaan, Pulau Kerumputan, Tanjung Lalak Selatan, Tanjung Lalak Utara, Teluk Aru, Teluk Kemuning.